# Ладинский ярус
| система                                                                          | отдел     | ярус        | Ниж. граница, млн лет |
| -------------------------------------------------------------------------------- | --------- | ----------- | --------------------- |
| Юра                                                                              | Нижняя    | Геттангский | 201,4 ±0,2            |
| Триас                                                                            | Верхний   | Рэтский     | ~205,7                |
| Триас                                                                            | Верхний   | Норийский   | ~227,3                |
| Триас                                                                            | Верхний   | Карнийский  | ~237                  |
| Триас                                                                            | Средний   | Ладинский   | 241,464 ±0,28         |
| Триас                                                                            | Средний   | Анизийский  | 246,7                 |
| Триас                                                                            | Нижний    | Оленёкский  | 249,9                 |
| Триас                                                                            | Нижний    | Индский     | 251,902 ±0,024        |
| Пермь                                                                            | Лопинский | Чансинский  | больше                |
| Деление и золотые гвозди в соответствии с IUGS по состоянию на декабрь 2024 года |           |             |                       |

Ладинский ярус (ладин, итал. Ladin) — верхний ярус среднего отдела триасового периода мезозойской эры. Соответствует ладинскому веку, продолжавшемуся от 241,464 ±0,28 до ≈237 млн лет назад.
Назван австрийским геологом Александром Биттнером в 1892 году в честь ладинов — народа, проживающего в восточной части Швейцарии и Южном Тироле.
В типовом разрезе ладинский ярус представлен мергелями с цефалоподами и прослоями вулканических туфов, переходящими по простиранию в доломиты и рифовые известняки с кораллами и диплопорами. Широко распространён на Восточно-Европейской платформе, а также в Западной Европе, Средней Азии, Малой Азии, Северной Америке и Дальнем Востоке.